# Russell Schweickart

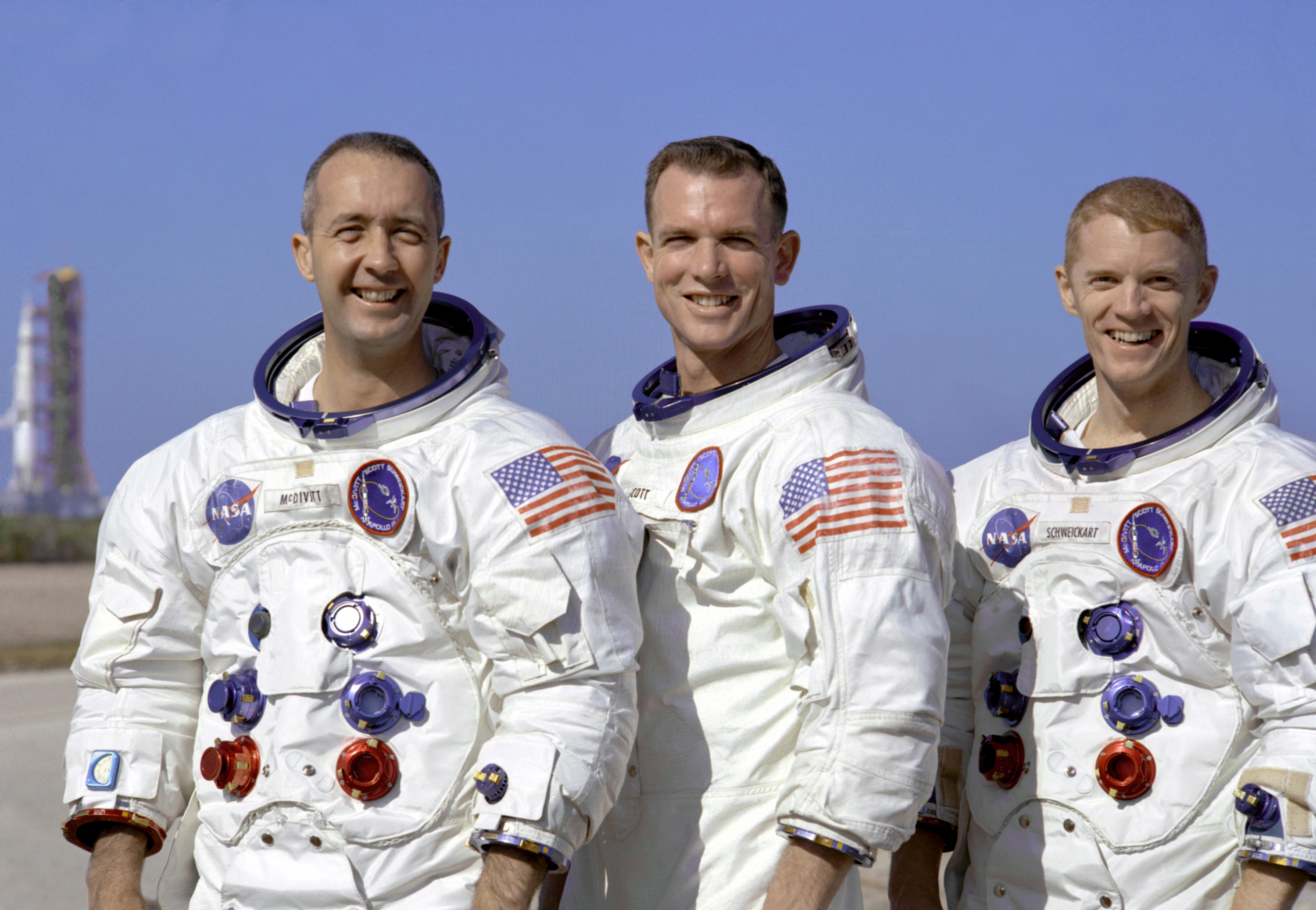
Załoga misji Apollo 9 (od lewej): James McDivitt, David Scott i Rusty Schweickart

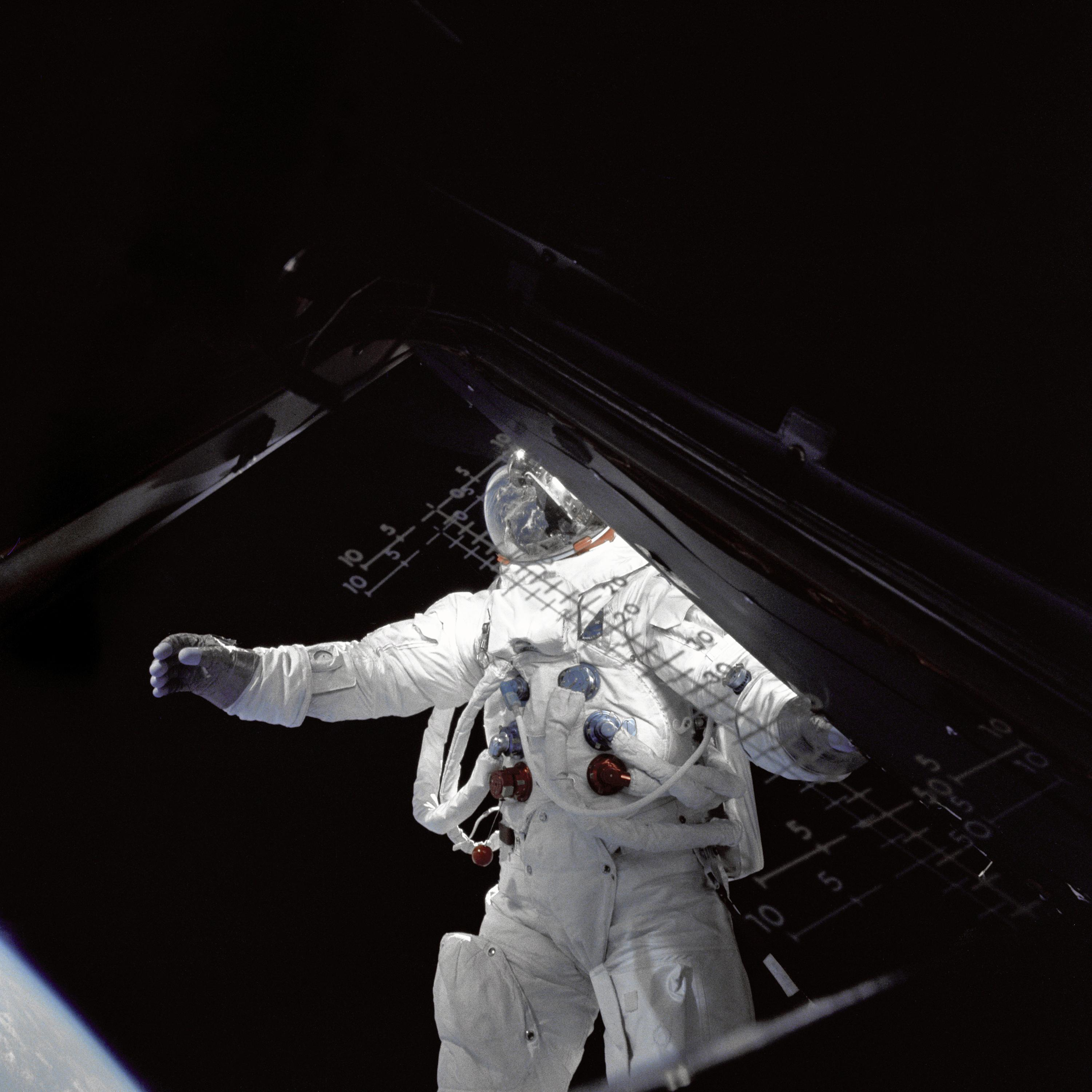
Rusty Schweickart podczas spaceru kosmicznego, sfotografowany z wnętrza modułu księżycowego

Russell Louis „Rusty” Schweickart (ur. 25 października 1935 w Neptune w stanie New Jersey) – astronauta amerykański.

## Wykształcenie i służba wojskowa
- 1956 – ukończył Massachusetts Institute of Technology (MIT), uzyskując licencjat w zakresie techniki lotniczej.
- 1956–1963 – służył w wojsku jako pilot samolotów myśliwskich – początkowo w United States Air Force, a następnie w korpusie lotniczym Gwardii Narodowej stanu Massachusetts (Massachusetts Air National Guard). Odszedł z wojska w stopniu kapitana USAF.
- 1963 – uzyskał w MIT tytuł magistra aeronautyki i astronautyki.
- Do momentu zakwalifikowania się do trzeciej grupy astronautów NASA pracował w Laboratorium Astronomii Eksperymentalnej w MIT. Zajmował się problematyką z zakresu fizyki górnych warstw atmosfery oraz astronawigacji.

Jako pilot wylatał ponad 3900 godzin, z czego 3500 na samolotach odrzutowych.

## Kariera astronauty
- 18 października 1963 – został zakwalifikowany do trzeciej grupy astronautów NASA (NASA 3(inne języki)).
- Marzec – grudzień 1966 – należał do załogi rezerwowej pierwszego lotu załogowego, planowanego w ramach programu Apollo.
- Grudzień 1968 – wyznaczono go na funkcję pilota modułu księżycowego podczas misji Apollo 8. Miał to być pierwszy lot statku Apollo z modułem księżycowym LM. Na orbicie okołoziemskiej planowano przeprowadzić testy obu obiektów. Jednakże wskutek opóźnień w zakończeniu prac nad modułem LM misja Apollo 8 otrzymała nowe zadanie. W rezultacie zamieniono miejscami załogi podstawowe statków Apollo 8 i Apollo 9.
- 3–13 marca 1969 – uczestniczył w wyprawie Apollo 9.
- Po zakończeniu programu Apollo został dublerem dowódcy pierwszej misji załogowej na stację orbitalną Skylab.
- 1 maja 1974 – opuścił Korpus Astronautów NASA.
- 1974–1979 – pracował w centrali NASA w Waszyngtonie.
- 1 lipca 1979 – odszedł z NASA.

### Apollo 9
W dniach 3–13 marca 1969 jako pilot modułu księżycowego „Spider” wziął udział w locie statku kosmicznego Apollo 9. Dowódcą misji był James McDivitt, a David Scott – pilotem modułu dowodzenia. W trakcie lotu na orbicie okołoziemskiej po raz pierwszy zostały przeprowadzone próby modułu księżycowego w warunkach kosmicznych oraz konfiguracji przewidywanej dla planowanego lotu statku Apollo na Księżyc. W czasie prób McDivitt i Schweickart odcumowali lądownik od modułu dowodzenia i oddalili się od niego na około 160 km, a następnie przycumowali go z powrotem. 6 marca Schweickart odbył godzinny spacer kosmiczny. Wyszedł w otwartą przestrzeń przez luk modułu LM i prowadził próby podstawowego systemu podtrzymywania życia (Primary Life Support System), urządzenia wykorzystywanego później przez wszystkich astronautów lądujących na Księżycu. 
Po pomyślnym zrealizowaniu zadań lotu kapsuła z załogą osiadła 13 marca 1969 na powierzchni Oceanu Atlantyckiego.

## Po opuszczeniu NASA
Od 1977 do 1979 był doradcą ds. nauki i techniki gubernatora stanu Kalifornia Jerry'ego Browna. Odpowiadał za prace służb ratowniczych stanowej Gwardii Narodowej. W sierpniu 1979 został członkiem Kalifornijskiej Komisji ds. Energetyki (California Energy Commission). Pełnił również funkcje kierownicze w firmach Courier Satellite Services, Inc. oraz CTA Commercial Systems, Inc. Od 1996 do 1998 był prezesem korporacji informatycznej ALOHA Networks. 
Obecnie jest na emeryturze. 

## Odznaczenia i nagrody
- NASA Distinguished Service Medal (1969)
- Medal FAI im. De La Vaulx (1970)
- NASA Exceptional Service Medal (1973)
- Wprowadzenie do Panteonu Sławy Astronautów Stanów Zjednoczonych (United States Astronaut Hall of Fame)
- Universal Astronaut Insignia za lot orbitalny (nr 38) – Stowarzyszenie Uczestników Lotów Kosmicznych (Association of Space Explorers(inne języki))[1]

## Dane lotu
| Lot kosmiczny, w którym uczestniczył Russell L. Schweickart     | Lot kosmiczny, w którym uczestniczył Russell L. Schweickart | Lot kosmiczny, w którym uczestniczył Russell L. Schweickart | Lot kosmiczny, w którym uczestniczył Russell L. Schweickart | Lot kosmiczny, w którym uczestniczył Russell L. Schweickart | Lot kosmiczny, w którym uczestniczył Russell L. Schweickart |
| Data startu                                                     | Data lądowania                                              | Statek kosmiczny                                            | Funkcja                                                     | Czas trwania                                                |                                                             |
| --------------------------------------------------------------- | ----------------------------------------------------------- | ----------------------------------------------------------- | ----------------------------------------------------------- | ----------------------------------------------------------- | ----------------------------------------------------------- |
| 3 marca 1969                                                    | 13 marca 1969                                               | Apollo 9                                                    | Pilot modułu księżycowego                                   | 10 dni 1 godzina i 54 sekundy                               |                                                             |
| Łączny czas spędzony w kosmosie — 10 dni 1 godzina i 54 sekundy |                                                             |                                                             |                                                             |                                                             |                                                             |